# Sri Lanka ai Giochi della XXXII Olimpiade
Lo Sri Lanka ha partecipato ai Giochi della XXXII Olimpiade, che si sono svolti a Tokyo, Giappone, dal 23 luglio all'8 agosto 2021 (inizialmente previsti dal 24 luglio al 9 agosto 2020 ma posticipati per la pandemia di COVID-19) con nove atleti, quattro uomini e cinque donne.
Si è trattata della diciottesima partecipazione di questo paese ai Giochi estivi. Nessun atleta ha vinto medaglie.

## Delegazione
| Sport            | Uomini | Donne | Totale |
| ---------------- | ------ | ----- | ------ |
| Atletica leggera | 1      | 1     | 2      |
| Badminton        | 1      | 0     | 1      |
| Equitazione      | 0      | 1     | 1      |
| Ginnastica       | 0      | 1     | 1      |
| Judo             | 1      | 0     | 1      |
| Nuoto            | 1      | 1     | 2      |
| Tiro             | 0      | 1     | 1      |
| Totale           | 4      | 5     | 9      |

## Risultati

### Atletica leggera
| Q | Qualificato al turno successivo per la posizione in qualificazione                                                           |
| q | Qualificato per il turno successivo per ripescaggio o, negli eventi su campo, conquistando la misura minima per qualificarsi |

Eventi su pista e strada
| Atleta               | Evento          | Batteria  | Batteria  | Semifinale      | Semifinale      | Finale          | Finale          |
| Atleta               | Evento          | Risultato | Posizione | Risultato       | Posizione       | Risultato       | Posizione       |
| -------------------- | --------------- | --------- | --------- | --------------- | --------------- | --------------- | --------------- |
| Yupun Abeykoon       | 100 m maschili  | 10"32     | 6º        | Non qualificato | Non qualificato | Non qualificato | Non qualificato |
| Nimali Liyanarachchi | 800 m femminili | 2'10"23   | 8ª        | Non qualificata | Non qualificata | Non qualificata | Non qualificata |

### Badminton
| Atleta             | Evento           | Girone                      | Girone                     | Girone | Ottavi               | Quarti               | Semifinale           | Finale               | Finale          |
| Atleta             | Evento           | Avversario Punteggio        | Avversario Punteggio       | Pos.   | Avversario Punteggio | Avversario Punteggio | Avversario Punteggio | Avversario Punteggio | Pos.            |
| ------------------ | ---------------- | --------------------------- | -------------------------- | ------ | -------------------- | -------------------- | -------------------- | -------------------- | --------------- |
| Niluka Karunaratne | Singolo maschile | Wang T.-w. P (12–21, 15–21) | N. Nguyen P (16–21, 14–21) | 3º     | Non qualificato      | Non qualificato      | Non qualificato      | Non qualificato      | Non qualificato |

### Equitazione

#### Salto ostacoli
| Atleta            | Cavallo   | Gara        | Qualificazione | Qualificazione | Finale          | Finale          |
| Atleta            | Cavallo   | Gara        | Penalità       | Posizione      | Penalità        | Posizione       |
| ----------------- | --------- | ----------- | -------------- | -------------- | --------------- | --------------- |
| Mathilda Karlsson | Chopin VA | Individuale | EL             | EL             | Non qualificato | Non qualificato |

### Ginnastica artistica
| Atleta       | Evento               | Qualificazione | Qualificazione | Qualificazione | Qualificazione | Qualificazione | Qualificazione | Finale          | Finale          | Finale          | Finale          | Finale          | Finale          |
| Atleta       | Evento               | Attrezzo       | Attrezzo       | Attrezzo       | Attrezzo       | Totale         | Posizione      | Attrezzo        | Attrezzo        | Attrezzo        | Attrezzo        | Totale          | Posizione       |
| Atleta       | Evento               | V              | CL             | P              | T              | Totale         | Posizione      | CL              | V               | P               | T               | Totale          | Posizione       |
| ------------ | -------------------- | -------------- | -------------- | -------------- | -------------- | -------------- | -------------- | --------------- | --------------- | --------------- | --------------- | --------------- | --------------- |
| Milka Gehani | Concorso individuale | 13,366         | 10,300         | 10,866         | 11,266         | 45,798         | 78ª            | Non qualificata | Non qualificata | Non qualificata | Non qualificata | Non qualificata | Non qualificata |

### Judo
| Atleta              | Evento          | 16-esimi                       | Ottavi               | Quarti               | Semifinali           | Ripescaggio          | Med. bronzo          | Finale               | Posizione       |
| Atleta              | Evento          | Avversario Risultato           | Avversario Risultato | Avversario Risultato | Avversario Risultato | Avversario Risultato | Avversario Risultato | Avversario Risultato | Posizione       |
| ------------------- | --------------- | ------------------------------ | -------------------- | -------------------- | -------------------- | -------------------- | -------------------- | -------------------- | --------------- |
| Chamara Repiyallage | -73 kg maschile | A.-A. Houssein (GIB) P (00-10) | Non qualificato      | Non qualificato      | Non qualificato      | Non qualificato      | Non qualificato      | Non qualificato      | Non qualificato |

### Nuoto
| Atleta             | Gara                            | Batterie | Batterie | Semifinali      | Semifinali      | Finale          | Finale          |
| Atleta             | Gara                            | Tempo    | Pos.     | Tempo           | Pos.            | Tempo           | Pos.            |
| ------------------ | ------------------------------- | -------- | -------- | --------------- | --------------- | --------------- | --------------- |
| Matthew Abeysinghe | 100 metri stile libero maschili | 50"62    | 48º      | Non qualificato | Non qualificato | Non qualificato | Non qualificato |
| Aniqah Gaffoor     | 100 metri farfalla femminili    | 1'05"33  | 32ª      | Non qualificata | Non qualificata | Non qualificata | Non qualificata |

### Tiro a segno/volo
| Atleta           | Evento                                     | Qualificazione | Qualificazione | Finale          | Finale          |
| Atleta           | Evento                                     | Punteggio      | Classifica     | Punteggio       | Classifica      |
| ---------------- | ------------------------------------------ | -------------- | -------------- | --------------- | --------------- |
| Tehani Egodawela | Carabina 10 metri aria compressa femminile | 611,5          | 49ª            | Non qualificata | Non qualificata |